# Mimesis. Il realismo nella letteratura occidentale
Mimesis: Il realismo nella letteratura occidentale (Mimesis: Dargestellte Wirklichkeit in der abendländischen Literatur) è un saggio di critica letteraria del filologo tedesco Erich Auerbach, scritto a Istanbul e pubblicato a Berna nel 1946.

## Storia editoriale
Erich Auerbach, l'autore dell'opera, fu un romanista tedesco di religione israelita. Professore di Filologia romanza all'università di Marburgo, dove nel 1929 era succeduto a Leo Spitzer, nel 1936 fu costretto dalle leggi razziali naziste a lasciare la Germania e rifugiarsi in Turchia, dove gli fu offerta la stessa cattedra all'università di Istanbul. Come testimoniò lo stesso Auerbach, Mimesis è stato scritto tra il 1942 e il 1945 a Istanbul
(Erich Auerbach, Mimesis: il realismo nella letteratura occidentale, 1956, Vol. II, p. 343 ("Conclusioni"))
Mimesis fu pubblicata dapprima in Svizzera nel 1946. Nel 1950 apparve la prima traduzione, in lingua spagnola, nel 1953 la traduzione in lingua inglese, e infine, dieci anni dopo l'edizione originale, la traduzione in lingua italiana.

## Contenuto
Mimesis si articola in venti saggi intesi a mostrare i vari modi di rappresentare la realtà nella letteratura europea occidentale durante le varie fasi del suo svolgimento, dalle origini, nell'antica Grecia, fino al XX secolo, come peraltro era espresso nel titolo originale (Mimesis: eine Geschichte des abendländischen Realismus, als Ausdruck der Wandlungen der Selbstanschauung der Menschen, ovvero: storia del realismo occidentale, come espressione dei mutamenti della percezione della realtà da parte degli uomini). Ciascun saggio di solito parte dall'analisi di uno o più testi letterari. Non sempre tuttavia i singoli saggi riguardano un singolo scrittore o un periodo caratterizzato da un gusto estetico ben chiaro; per lo più i saggi abbracciano periodi storici ampi, e spesso procedono con intenti di contrapposizione o di risalto per contrasti. 
Elenco dei saggi (titolo dei capitoli) e principali lavori esaminati:
| #  | Titolo del capitolo                                                 | Principali lavori esaminati |
| -- | ------------------------------------------------------------------- | --- |
| 1  | La cicatrice d'Ulisse                                               | Odissea di Omero e Genesi 22 |
| 2  | Fortunata                                                           | Satyricon di Petronio Arbitro, Annales Libro I di Tacito e Vangelo secondo Marco 14                                                                 |
| 3  | L'arresto di Pietro Valvomeres                                      | Res gestae di Ammiano Marcellino, Metamorfosi di Apuleio (1, 24), Epistolae di San Girolamo (66, 5), Confessioni di Sant'Agostino (libro 6, cap. 8) |
| 4  | Sichario e Cramnesindo                                              | Historia Francorum di Gregorio di Tours |
| 5  | La nomina di Orlando a capo della retroguardia nell'esercito franco | Chanson de Roland, Chanson de Alexis |
| 6  | La partenza del cavaliere cortese                                   | Yvain il cavaliere del leone di Chrétien de Troyes                                                                                                  |
| 7  | Adamo ed Eva                                                        | Mystère d'Adam; Bernardo di Chiaravalle; Francesco d'Assisi; Legenda secunda di Tommaso da Celano                                                   |
| 8  | Farinata e Cavalcante                                               | Divina Commedia (Inferno) di Dante Alighieri |
| 9  | Frate Alberto                                                       | Decameron di Giovanni Boccaccio |
| 10 | Madame Du Chastel                                                   | Le Réconfort de Madame du Fresne di Antoine de La Sale                                                                                              |
| 11 | Il mondo nella bocca di Pantagruele                                 | Gargantua e Pantagruel di François Rabelais |
| 12 | L'humaine condition                                                 | Essais di Michel de Montaigne |
| 13 | Il principe stanco                                                  | Enrico IV, parte I e II di William Shakespeare |
| 14 | Dulcinea incantata                                                  | Don Chisciotte di Miguel de Cervantes |
| 15 | L'ipocrita                                                          | Tartuffe di Molière |
| 16 | La cena interrotta                                                  | Manon Lescaut dell'Abbé Prévost; Candide di Voltaire; Mémoires di Saint-Simon                                                                       |
| 17 | Miller il musicista                                                 | Intrigo e amore di Friedrich Schiller |
| 18 | All'hôtel de La Mole                                                | Il rosso e il nero di Stendhal; Madame Bovary di Gustave Flaubert                                                                                   |
| 19 | Germinie Lacerteux                                                  | Germinie Lacerteux dei fratelli Edmond e Jules de Goncourt; Germinal di Émile Zola                                                                  |
| 20 | Il calzerotto marrone                                               | Gita al faro di Virginia Woolf; Alla ricerca del tempo perduto di Marcel Proust                                                                     |

## Critica
La dottrina da cui nasce il metodo d'indagine di Auerbach è la cosiddetta retorica degli "stili", elaborata nel passaggio dall'antichità al Medioevo: lo stile umile o comico, lo stile medio o realistico, e infine lo stile sublime esaurirebbero ogni possibilità di espressione letteraria; le epoche dominate da preoccupazioni classicistiche avrebbero teorizzato e praticato la rigorosa separazione degli stili, mentre altre epoche avrebbero mescolato gli stili, venendo come conseguenza all'adozione di uno stile medio, in cui più propriamente si realizza l'istanza realistica. Anche se non mancano saggi dedicati alla cultura anglosassone o quella dei paesi di lingua tedesca, la maggior parte delle opere esaminate appartiene all'ambito romanzo (o neolatino). L'autore respinse tuttavia le accuse di parzialità culturale con un articolo polemico stampato su una rivista specialistica.

## Edizioni
- Erich Auerbach, Mimesis: Dargestellte Wirklichkeit in der abendländischen Literatur, Bern, A. Francke, 1946.
- Erich Auerbach, Mimesis: Il realismo nella letteratura occidentale, traduzione di Alberto Romagnoli e Hans Hinterhäuser, Torino, Giulio Einaudi Editore, 1956,  pp. XXXIX+284+349.